# Jenna Forrester
Jenna Forrester (Sandton, Sudáfrica, 14 de junio de 2003) es una deportista australiana que compite en natación. Ganó dos medallas en el Campeonato Mundial de Natación, en los años 2023 y 2025, ambas en la prueba de 400 m estilos.

## Palmarés internacional
| Campeonato Mundial | Campeonato Mundial  | Campeonato Mundial | Campeonato Mundial |
| Año                | Lugar               | Medalla            | Prueba             |
| ------------------ | ------------------- | ------------------ | ------------------ |
| 2023               | Fukuoka (Japón)     | Medalla de bronce  | 400 m estilos      |
| 2025               | Singapur (Singapur) | Medalla de plata   | 400 m estilos      |